# KUKA

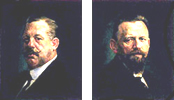
공동 창립자인 Johann Josef Keller과 Jacob Knappich

쿠카(독일어: KUKA)는 독일의 세계적인 산업용 로봇 제조업체이자 중국 전자기업 메이디 그룹(중국어 간체자: 美的集团)의 자회사이다. 회사 이름 KUKA는 Keller und Knappich Augsburg의 첫 문자 조합이다.

## 회사연혁
쿠카는 1898년에 Johann Josef Keller과 Jakob Knappich이 독일 아우크스부르크에서 설립하였다.최초에는 실내조명에 집중하였으며 나중에 기타 영역(용접 및 대형 용기)으로 발전하였다. 1973년 KUKA가 연구 개발한 FAMULUS는 세계 첫 전동으로 구동하는 6축 산업용 로봇이다.당시 쿠카회사는 Quandt그룹에 소속하였으나 1980년 Quandt회사에서 분리되어 단독회사를 설립하였으며 1995년에 산업용 로봇 회사 쿠카 로보틱스와 자동화 전문 자회사 쿠카 시스템즈로 나뉘었다.
2016년 중국 메이디그룹이 50억달러에 약 74% 지분의 인수를 발표하였다. 2017년 1월 인수가 완료되었다.

## 주요 성과

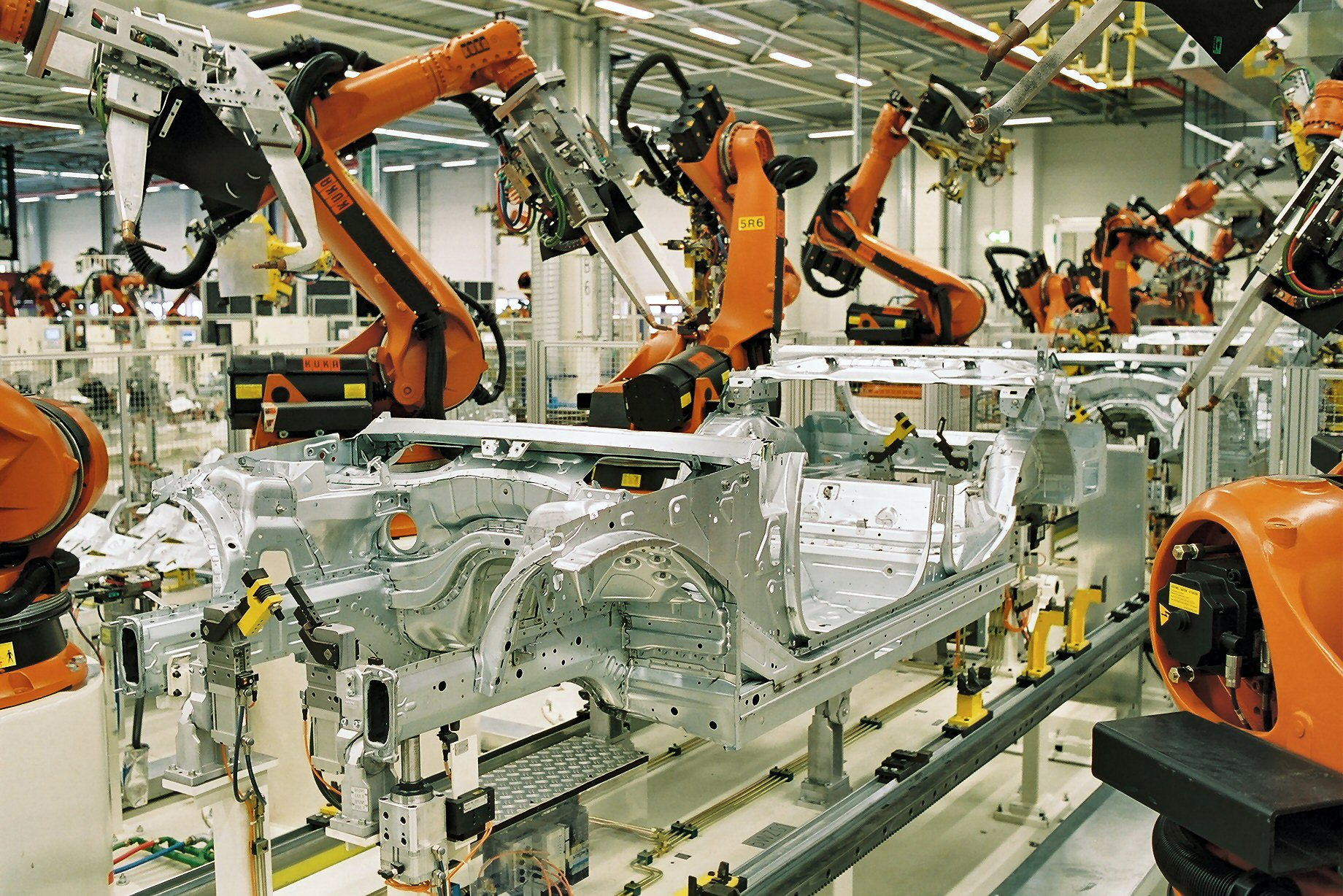
자동차 산업응용：아크 웰딩

- 1971년 - Daimler-Benz를 위해 유럽 최초의 용접전송라인을 생산.
- 1973년 - KUKA는 세계 첫 전동으로 구동하는 6축 산업용 로봇 FAMULUS를 생산.
- 1976년 - IR 6/60 - 새로운 로봇 유형인 6축구동암.
- 1989년 - 새로운 세대의 산업용 로봇 탄생 - 브러시리스모터 사용으로 보수비용을 절약.
- 2007년 - KUKA TITAN 당시 세계 최대의 6축 산업용 로봇 제조.기네스북에 기록.[1]。
- 2010년 - KR QUANTEC 시리즈 산업용 로봇:처음으로 하중이 90-300KG 상황에서 작동 범위가 3100mm에 달할 수 있는 산업용 로봇을 제조.
- 2012년 - 새로운 소형 로봇시리즈 KR AGILUS 제조.

## 시스템 소개 및 기타 응용사례

### 로봇시스템 소개
매 하나의 로봇마다 각자의 제어판이 있으며 Windows 및 VxWorks 기반에서 기동한다. 제어판(the KCP, or KUKAControlPanel)의 버튼 또는 통합마우스를 이용하여 위치이동 가능하며 TouchUp을 통해 대응하는 위치를 보존한다. 또한 자유 이동경로, 직선, 원에 대한 성능, 데이터를 수정할 수 있다.
컨트롤 캐비닛에 장착된 컴퓨터는 MFC카드를 통해 로봇 시스템과 통신하고, 조작기와 컨트롤러의 작동(이동)신호는DSE-RDW에 의해 전파된다. DSE카드는 컨트롤 캐비닛안에 장착되고 RDW카드는 로봇에 장착된다.
이전 버전(2000년 이전)의 KRC1 컨트롤러가 사용하는 소프트웨어는 윈도우 95 운영 체제이다. 외부 장치는 CD - ROM과 디스크 드라이브가 포함되며, PCI/ISA 슬롯 사용 및 Profibus, Interbus, Devicenet 등의 통신이 가능하다.
새로운 버전 KRC2 컨트롤러는 Windows XP 운영 체제를 사용하며(일부는 윈도우 2000 임베디드) CD - ROM 드라이브와 자동저장 가능한 USB 포트를 포함한다.
대부분 로봇은 모두 등황색((RAL 2003)) 혹은 검은색을 사용하며 전자는 독특한 회사 주요색상울 표현하고있다.

### 기타 응용사례
KUKA로봇은 운반가공팔레아티징,용접,아크 웰딩에 사용될뿐만 아니라 자동화 금속가공 식품과 플라스틱 산업분야에도 사용된다.쿠카산업용 로봇의 고객은:제너럴 모터스、크라이슬러、포드 자동차 회사、포르쉐、BMW、아우디、메르세데스-벤츠、폭스바겐、페라리、할리데이비슨、보잉、지멘스、이케아、스와로브스키、월마트、 버드와이저、BSN Medical、코카콜라등등.
- 운반산업:

산업용로봇은 운반산업에서 중요한 작용을 일으키고있으며 이는 하중과 작동범위에 표현된다.
- 식품산업:

식품산업에서 쿠카로봇은 제품의 운반,스택,팔레타이징에 사용된다.

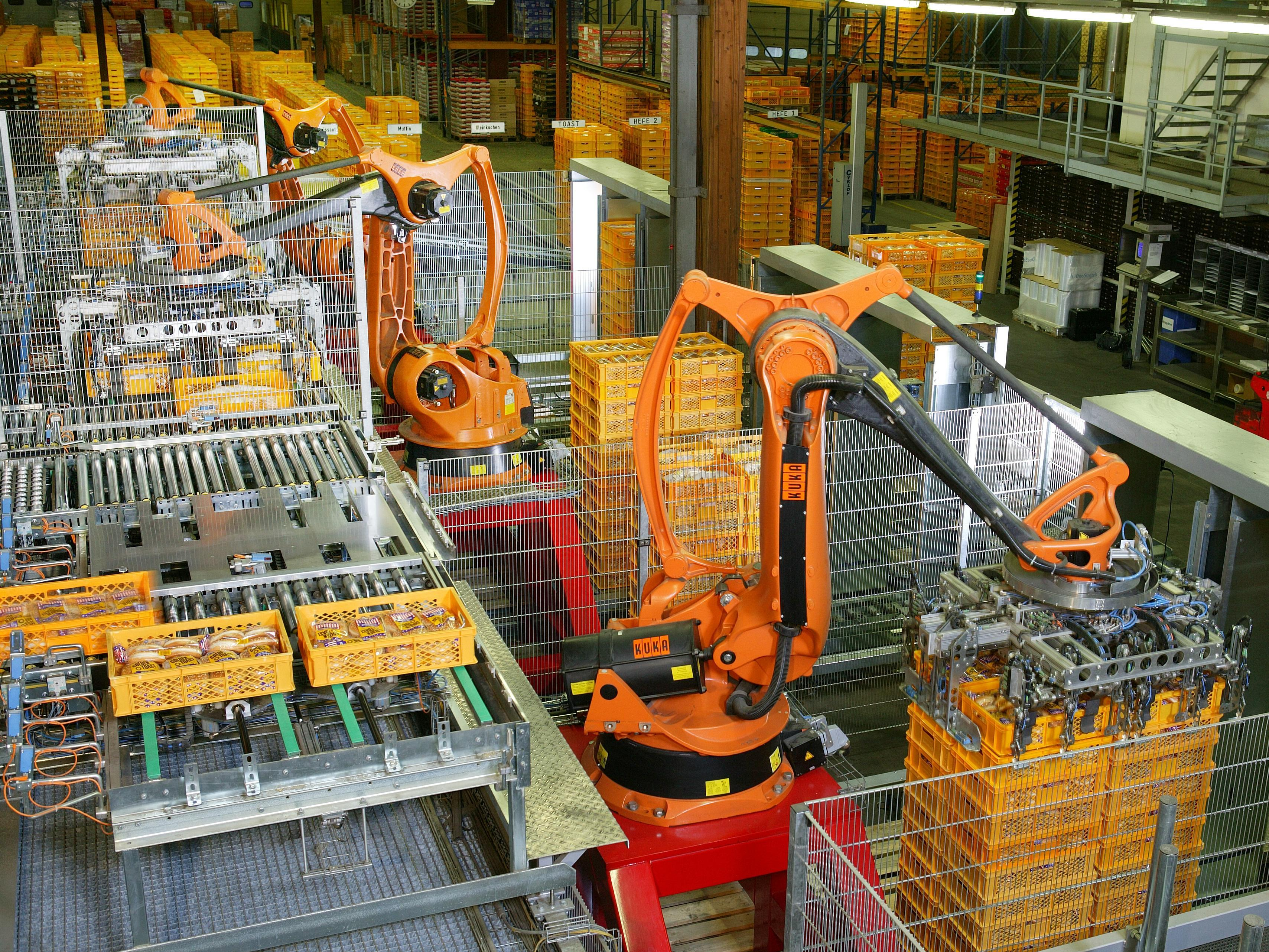
식품팔레타이징 로봇

- 건축산업:

제품의 운송,가공 및 고효율생산과정에 상용.

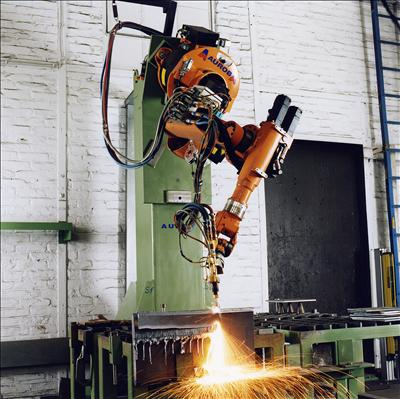
건축산업, 철강 절삭에 사용

- 유리제조산업

유리 및 석영유리제조 및 특수가공에 작용.

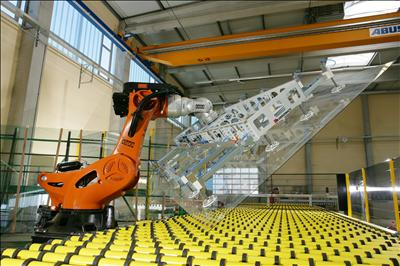
평면유리처리，Titan로봇--1000KG부하능력

- 주조산업

주소기계에 장착되어 고온현장에 사용.

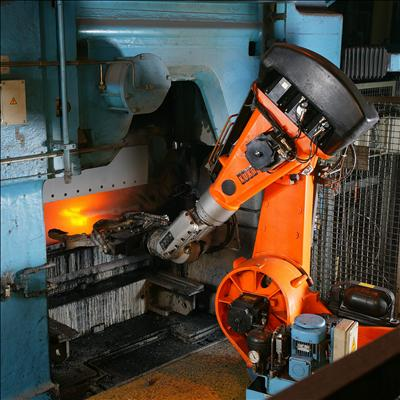
자동화파운드리산업，고온현장에 사용

- 목재산업

연삭, 밀링, 드릴링, 절단 등 가공생산은 모두 산업용 로봇으로 완성할 수 있다.

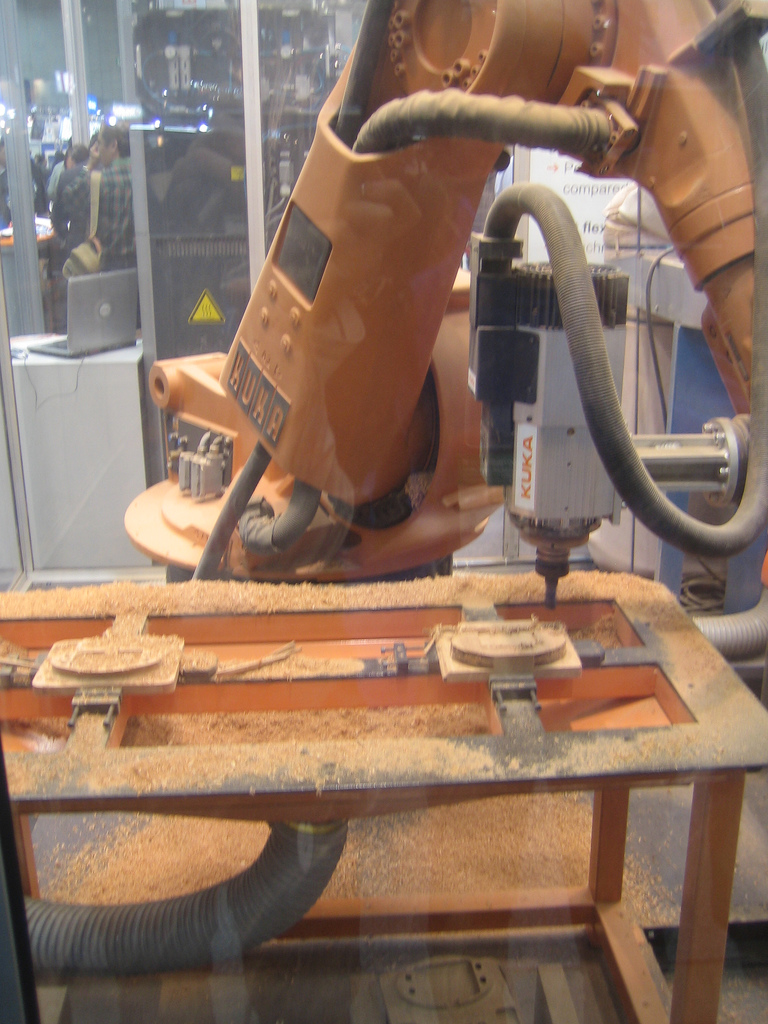
목재가공:CNC공작기계 커팅

- 금속가공산업

금속 드릴링, 밀링, 절단 절곡에 사용. 또한 용접, 조립 등에도 사용할 수 있다.

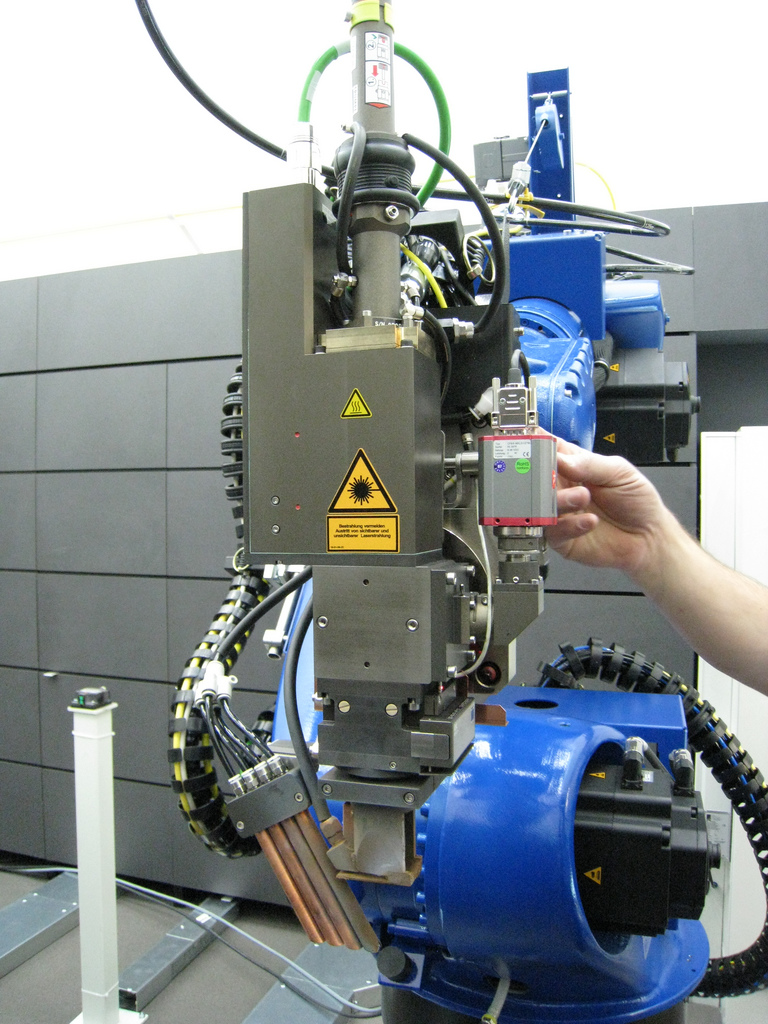
금속가공:YAG레이저커팅

- 석재가공산업

석재 커팅,가공 및 자동 3D 처리에 사용된다.

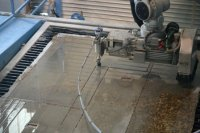
석재가공:석영주방조리대 커팅

- 용접 산업

AR 용접,CO2 용접, 혼합가스 용접, 아크 용접 등을 프로그래밍 하여 원하는 경로에 용접을 사용할 수 있다.
이외에도 KUKA 산업용 로봇은 할리우드 영화촬영 장면에도 나타나고 있다. 제임스 본드의 영화 어나더 데이에서 국가 안보국 특무 할리 베리가 아이슬란드에서 레이저 용접 로봇의 위협을 받고있는 장면, 론 하워드감독의 영화 ‘다빈치 코드’중 로봇이 로버트 랭던의 출연자 톰 행크스에게 비밀 번호 튜브를 담은 박스를 건네주는 장면 등이 그것이다. 또한 KUKA로봇은 놀이공원을 위한 여객운반 Robocoaster로봇도 생산하고 있다.

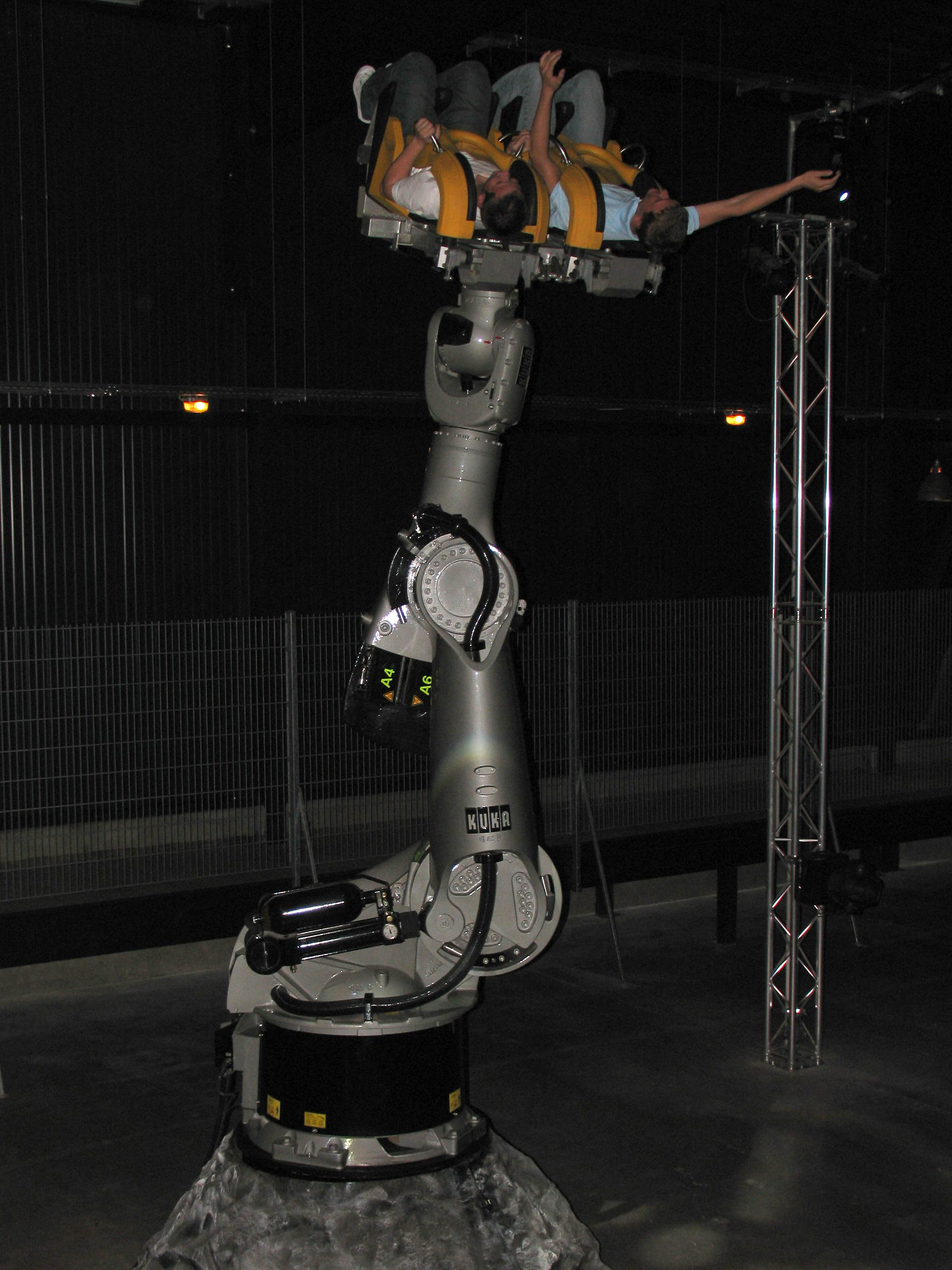
KUKA´s Robocoaster 은 산업용 로봇이 제공할 수 있는 무한한 동작 자유도의 이점을 레저 및 오락 분야에 접목시킨 독창적 제품이다.

## 참고 문헌
- 쿠카로보틱스코리아주식회사
- 독일 위키백과 KUKA내용

1. ↑  Guiness World Records Ltd. (Hrsg.): Guinness World Records 2007. Bibliographisches Institut, Mannheim, 2007. ISBN-13: 978-3411140770